# Mark Kotsay
Mark Steven Kotsay, född den 2 december 1975 i Whittier i Kalifornien, är en amerikansk professionell basebolltränare som är huvudtränare för Athletics i Major League Baseball (MLB). Han var tidigare professionell basebollspelare och spelade 17 säsonger i MLB 1997–2013. Kotsay var outfielder, främst centerfielder.
Kotsay tog brons för USA vid olympiska sommarspelen 1996 i Atlanta.
Kotsay spelade därefter i MLB för Florida Marlins (1997–2000), San Diego Padres (2001–2003), Oakland Athletics (2004–2007), Atlanta Braves (2008), Boston Red Sox (2008–2009), Chicago White Sox (2009–2010), Milwaukee Brewers (2011) och Padres igen (2012–2013). Totalt spelade han 1 914 matcher med ett slaggenomsnitt på 0,276, 127 homeruns och 720 RBI:s (inslagna poäng).
Kotsay arbetade sedan som assisterande tränare, först för San Diego Padres och därefter för Oakland Athletics. Inför 2022 års säsong utsågs han till huvudtränare för Athletics.